# ذ
‎（阿拉伯语：‎）是阿拉伯字母中的第9個字母，屬於太陽字母。

## 概要

### 字源
源於腓尼基字母𐤃，與希伯來字母「ד」、希臘字母的「Δ」、拉丁字母的「D」和西里爾字母的「Д」同源。是「د」的變種。

### 讀音

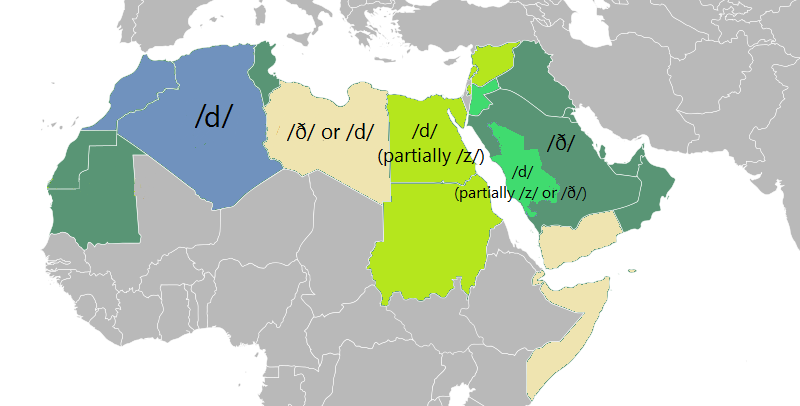
各地方言中「ذ」的讀音

在現代標準阿拉伯語中發音為濁齒擦音/ð/，但在某些阿拉伯語方言中發音與「د」或「ز」相同。

### 字體變化
依據字母在詞語位置的不同，其書寫形式也會有所變化：
| 在词语中的位置：        | 独立 | 尾部 | 中部 | 首部 |
| ----------------------- | ---- | ---- | ---- | ---- |
| 誊抄体： （显示异常？） | ذ‎    | ـذ‎   | ـذ‎   | ذ‎    |
| 波斯体： （显示异常？） | ذ‬    | ـذ‬   | ـذ‬   | ذ‬    |